# From the Inside (Alice Cooper)
From the Inside è l'undicesimo album studio pubblicato da Alice Cooper, nel 1978 per la Warner Bros.
Il disco è stato ispirato al cantante durante il suo periodo di riabilitazione dall'alcool, trascorso in un "ospedale" di New York.

## Tracce
1. From the Inside – 3:55 (Alice Cooper, Dick Wagner, Bernie Taupin, David Foster)
2. Wish I Were Born in Beverly Hills – 3:38 - (Cooper, Wagner, Taupin)
3. The Quiet Room – 3:52 (Cooper, Wagner, Taupin)
4. Nurse Rozetta – 4:15 (Cooper, Steve Lukather, Taupin, Foster)
5. Millie and Billie – 4:15 (Cooper, Taupin, Bruce Roberts)
6. Serious – 2:44 (Cooper, Lukather, Taupin, Foster)
7. How You Gonna See Me Now – 3:57 (Cooper, Wagner, Taupin)
8. For Veronica's Sake – 3:37 (Cooper, Wagner, Taupin)
9. Jackknife Johnny – 3:45 (Cooper, Wagner, Taupin)
10. Inmates (We're All Crazy) – 5:03 (Cooper, Wagner, Taupin)

## Singoli
- 1978: How You Gonna See Me Now?
- 1979: From the Inside

## Formazione
- Alice Cooper - voce
- Dick Wagner - chitarra
- Rick Nielsen - chitarra in Serious
- Steve Lukather - chitarra
- Davey Johnstone - chitarra
- Jay Graydon - chitarra
- Dee Murray - basso
- David Hungate - basso
- Rick Shlosser - batteria
- Michael Ricciardella - batteria
- David Foster - tastiere

## Classifica
Album - Billboard 200 (Nord America)
| Anno | Classifica    | Posizione |
| ---- | ------------- | --------- |
| 1979 | Billboard 200 | 60        |